# Голий режисер
Голий режисер (яп. 全裸監督, Дзенра Кантоку, Гепберн: Zenra Kantoku) — це напівавтобіографічний японський телесеріал про режисера японської порнографії Муранісі Тору. Він заснований на романі Zenra Kantoku Muranishi Tōru Den (яп. 全裸監督 村西とおる伝) автора Мотохасі Нобухіро. Перший сезон серіалу вийшов на Netflix 8 серпня 2019 року, потім був поновлений на другий сезон, який вийшов 24 червня 2021 року. Головні ролі зіграли Ямада Такаюкі, Міцусіма Сінносуке, Тамаяма Тецудзі та Моріта Місато.

## Сюжет
У 1980-х роках Муранісі Тору, продавець підручників з англійської мови, лишається без своєї роботи та розлучається з дружиною. Тому в пошуках нового життя пристає на пропозицію Арай Тосі та долучається до випуску журналів для дорослих (ビニ本, бінібон). Однак на заваді на його шляху до успіху стає поліція та конкуренти, через що Муранісі Тору вирішує перейти від журналів до відео, які є прибутковішими. Там він здійснює революцію у сфері японської порноіндустрії, але при цьому зіштовхуючись з різними труднощами.

## Акторський склад
- Ямада Такаюкі як Муранісі Тору[en][6][7]
- Міцусіма Сінносуке як Арай Тосі[6][7]
- Тамаяма Тецудзі як Кавада Кендзі[7]
- Моріта Місато як Сахара Меґумі/Курокі Каору[en][6][7]
- Кунімура Дзюн як Фуруя Іорі[7]
- Лілі Франкі як Такеі Мітіро[6][7]
- Ісібасі Рьо як Ікедзава Ейґо[6][7]
- Ґото Такенорі як Ґото «Регбі»[7]
- Емото Токьо як Мітамура Косуке
- Іто Саірі як Коседа Джунко[7]
- Коюкі як Сахара Кайо[7]
- Йо Кіміко як Муранісі Кодзуе
- П'єр Такі як Вада Ацусі
- Нісіуті Марія як Саяка
- Цунемацу Юрі як Тіба Міюкі/Ноґі Маріко (сезон 2)
- Кавакамі Нанамі як Міку
- Томіте Амі як Ямамото Наоко[7]
- Масуда Юка як Едоґава Рома
- Касамацу Сьо як Оґівара
- Йонемото Такато як Джіммі
- Гармет Обхрай як Абдаллах
- Ітао Іцудзі як Оно[7]
- Іхара Цуйосі як Коіті Уміно
- Ісібасі Рендзі як Ватабе
- Ріе Міядзава як пані Такамія
- Йосіда Ейсаку як Хонда Акіра
- Джейд Олбані П'єрантоніо як Еллісон Менді (сезон 1)
- Сінато Рурі як Сатіко

## Серії

### Сезон 1
| № серії (загалом) | № серії (в сезоні) | Назва серії                                           | Режисер(и)    | Сценарист(и)                                           | Оригінальна дата виходу | Дата виходу українською |
| ----------------- | ------------------ | ----------------------------------------------------- | ------------- | ------------------------------------------------------ | ----------------------- | ----------------------- |
| 1                 | 1                  | «Таємний бік» (яп. 裏の世界)                          | Таке Масахару | Ямада Йосітацу, Утіда Ейдзі, Нісі Косуке та Ямада Кана | 8 серпня 2019           | 2021                    |
| 2                 | 2                  | «Без цензури» (яп. 無修正)                            | Утіда Ейдзі   | Ямада Йосітацу, Нісі Косуке та Ямада Кана              | 8 серпня 2019           | 2021                    |
| 3                 | 3                  | «Оновлення» (яп. ひっくり返すんだよ)                  | Таке Масахару | Утіда Ейдзі, Ямада Йосітацу та Нісі Косуке             | 8 серпня 2019           | 2021                    |
| 4                 | 4                  | «По-справжньому» (яп. 本物)                           | Утіда Ейдзі   | Ямада Йосітацу та Нісі Косуке                          | 8 серпня 2019           | 2021                    |
| 5                 | 5                  | «Розквіт» (яп. 開花)                                  | Таке Масахару | Ямада Йосітацу, Утіда Ейдзі та Нісі Косуке             | 8 серпня 2019           | 2021                    |
| 6                 | 6                  | «Манія величі» (яп. 誇大妄想)                         | Каваі Хаято   | Нісі Косуке, Ямада Йосітацу та Утіда Ейдзі             | 8 серпня 2019           | 2021                    |
| 7                 | 7                  | «І не мрійте, це ще не кінець» (яп. 終わっちゃいない) | Кавай Хаято   | Нісі Косуке, Ямада Йосітацу та Утіда Ейдзі             | 8 серпня 2019           | 2021                    |
| 8                 | 8                  | «Сексуальна революція» (яп. 性革命)                   | Кавай Хаято   | Нісі Косуке, Ямада Йосітацу та Утіда Ейдзі             | 8 серпня 2019           | 2021                    |

### Сезон 2
| № серії (загалом) | № серії (в сезоні) | Назва серії                                     | Режисер(и)    | Сценарист(и)                                     | Оригінальна дата виходу | Дата виходу українською |
| ----------------- | ------------------ | ----------------------------------------------- | ------------- | ------------------------------------------------ | ----------------------- | ----------------------- |
| 9                 | 1                  | «Досхочу сексу» (яп. 宇宙からエロが降る)        | Таке Масахару | Кавасакі Ідзумі, Котера Кадзухіса та Ое Такамаса | 24 червня 2021          | 2021                    |
| 10                | 2                  | «Ще й ще» (яп. もっともっともっと)              | Ґото Котаро   | Кавасакі Ідзумі, Котера Кадзухіса та Ое Такамаса | 24 червня 2021          | 2021                    |
| 11                | 3                  | «Необроблений діамант» (яп. ダイヤモンドの原石) | Ґото Котаро   | Кавасакі Ідзумі, Котера Кадзухіса та Ое Такамаса | 24 червня 2021          | 2021                    |
| 12                | 4                  | «Наша мрія» (яп. 二人の夢)                      | Таке Масахару | Кавасакі Ідзумі, Котера Кадзухіса та Ое Такамаса | 24 червня 2021          | 2021                    |
| 13                | 5                  | «Луснула бульбашка» (яп. 崩壊)                  | Ґото Котаро   | Кавасакі Ідзумі, Котера Кадзухіса та Ое Такамаса | 24 червня 2021          | 2021                    |
| 14                | 6                  | «Усе вийшло з-під контролю» (яп. 暴走)          | Таке Масахару | Кавасакі Ідзумі, Котера Кадзухіса та Ое Такамаса | 24 червня 2021          | 2021                    |
| 15                | 7                  | «Крах» (яп. 奇想転落)                           | Таке Масахару | Кавасакі Ідзумі, Котера Кадзухіса та Ое Такамаса | 24 червня 2021          | 2021                    |
| 16                | 8                  | «Доля каменю» (яп. 石の意志)                    | Таке Масахару | Кавасакі Ідзумі, Котера Кадзухіса та Ое Такамаса | 24 червня 2021          | 2021                    |

## Виробництво

### Розробка
Створення серіалу розпочалося у 2017 році, коли виконавчий продюсер Сакамото Кадзутака натрапив на роман Zenra Kantoku Muranishi Tōru Den (яп. 全裸監督 村西とおる伝) автора Мотохасі Нобухіро. Його знайомив режисер вже пробував створити адаптацію роману, але відмовився від цієї ідеї, тому сподівався, що Сакамото Кадзутака вдасться це зробити, бо Netflix був готовий до випуску контроверсійних програм на японському ринку. Для консультацій щодо написання сценарію Сакамото запросив Джейсона Джорджа, продюсера серіалу Netflix Нарко, який допомагав з пропрацюванням персонажів поза законом та пікантних сцен.
На розробку однієї серії серіалу Netflix приблизно витратив 100 мільйонів єн у той час, як на одну серії телесеріалів в Японії витрачають близько 10 мільйонів єн. Над сценарієм серіалу працювало чотири сценаристи протягом одного року.